# SS-Oberjunker
SS-Oberjunker – jeden ze stopni wojskowych noszonych przez kandydatów na oficerów w wojskach Waffen-SS. Jego polskim odpowiednikiem jest stopień starszego plutonowego podchorążego. Niższym stopniem był SS-Junker (plutonowy podchorąży), a wyższym SS-Standartenjunker (sierżant podchorąży).